# Andreas Kaplan

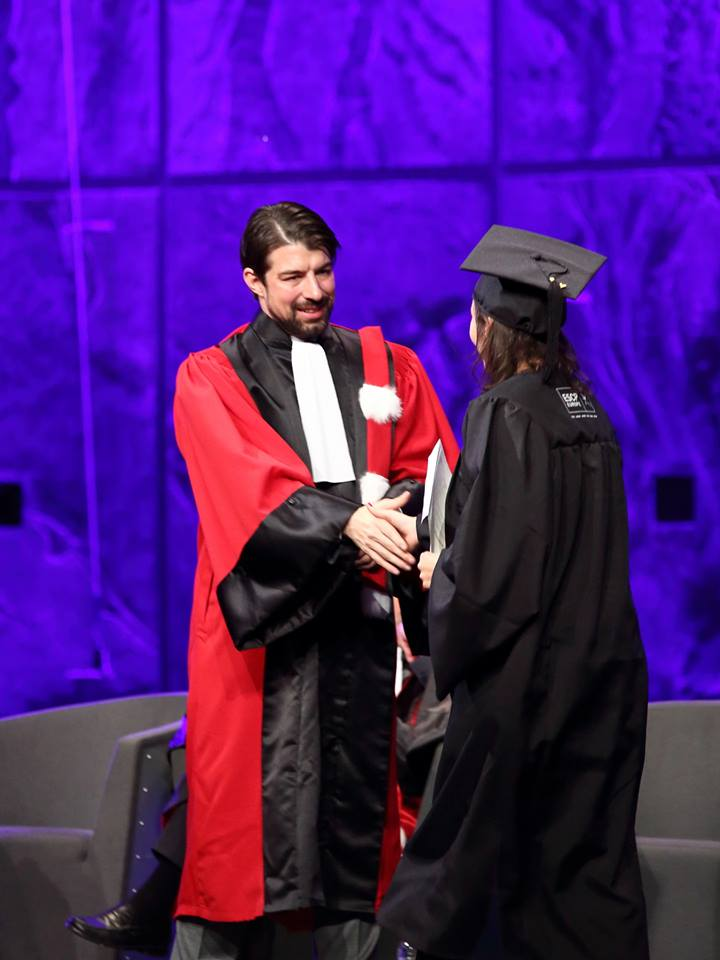
Andreas Kaplan

Andreas Kaplan (născut la 5 octombrie 1977) este rector la Școala de Afaceri ESCP Business School din Berlin și Paris. Anterior, el a îndeplinit funcția de decan pentru probleme academice al Școlii, iar înainte, cea de director de brand și comunicații, ambele în cadrul comitetului executiv al ESCP Business School. Kaplan este profesor de marketing și specializat în domeniul mediilor de socializare, cel al marketingului viral și cel al lumii digitale în general.

## Viața
Kaplan s-a născut la 5 octombrie 1977 și a crescut în München, Germania. Mama lui este Anneliese Kaplan (croitoreasă), iar tatăl său, Vincenc Kaplan (lăcătuș).
Profesorul Kaplan deține un master în administrație publică de la École Nationale d'Administration, un master în științe de la ESCP Business School și o licență în științe de la Universitatea Ludwig Maximilian din München. Și-a finalizat abilitarea la Sorbona și doctoratul la Universitatea din Köln, în colaborare cu HEC Paris. Kaplan a fost doctorand invitat la INSEAD și a participat la Programul Internațional pentru Profesori la Școala de Management Kellogg, Universitatea Northwestern.
Înainte de a se alătura Școlii ESCP, Kaplan și-a început cariera ca profesor de marketing la Școala de Afaceri ESSEC și Sciences Po Paris.
Interesat îndeosebi de viitorul educației în domeniul managementului din Europa și de peisajul general al școlilor de afaceri, Kaplan a scris, de asemenea, articole care tratează managementul european, precum și învățământul superior și evoluția lor în viitor, în special având în vedere digitalizarea sectorului datorită apariției MOOC-urilor (cursuri online deschise maselor) și a SPOC-urilor (cursuri online private). Definind Europa ca deținând „o diversitate culturală maximă la distanțe geografice minime”, Kaplan este un ferm susținător al educației în managementul intercultural.

## Cercetare
Cercetările lui Kaplan abordează în principal analizarea și descifrarea sferei digitale. Cu peste 20.000 de menționări pe Google Scholar, profesorul Kaplan a fost inclus printre primii 50 de autori din lume în domeniul afaceri și management, potrivit companiei John Wiley & Sons. Kaplan a primi Premiul anual pentru Cel mai bun articol de la Business Horizons, sponsorizat de Elsevier, pentru lucrarea sa din 2012, „If you love something, let it go mobile: Mobile marketing and mobile social media 4x4” (Dacă iubești ceva, lasă-l să devină mobil: Marketing mobil și medii de socializare mobile 4x4) 
În special articolul său din 2010, „Users of the world, unite! The challenges and opportunities of social media” (Utilizatori din lume, uniți-vă! Provocările și oportunitățile mediilor de socializare), publicat în Business Horizons, este larg menționat (de peste 15.000 de ori pe Google Scholar, de peste 5000 de ori în Scopus și de peste 500 de ori în Business Source Premier) și cunoscut în domeniu. Acest articol influent, „Users of the World, Unite!”, a obținut în mod repetat primul loc în lista anuală alcătuită de Science Direct cu cele mai descărcate 25 de publicații din toate cele 24 de subiecte principale tratate în Science Direct, de la management la inginerie, psihologie sau neuroștiințe, și, prin urmare, a fost descărcat mai des decât oricare alta dintre cele aproximativ 13,4 milioane de lucrări din colecție. 
Cercetările mai recente se ocupă de influența sferei digitale asupra învățământului superior, cum ar fi apariția MOOC-urilor și a SPOC-urilor, precum și de viitorul învățământului superior în general și al școlilor de afaceri în special.